# اس‌اس آنتارس (تی-ای‌کی‌آر-۲۹۴)
اس‌اس آنتارس (تی-ای‌کی‌آر-۲۹۴) (به انگلیسی: SS Antares (T-AKR-294)) یک کشتی است که طول آن ۹۴۶ فوت ۲ اینچ (۲۸۸ متر) می‌باشد. این کشتی در سال ۱۹۷۲ ساخته شد.